# Lone Smidt Nielsen
Lone Smidt Nielsen (ur. 1 stycznia 1961 w Vejle) – duńska piłkarka, grająca na pozycji napastnika, reprezentantka Danii.

## Kariera piłkarska

### Kariera klubowa
Wychowanka klubu Hover IF. W 1976 rozpoczęła karierę piłkarską w drużynie Kolding BK. W 1978 przeniosła się do B 1909. W 1985 podpisała kontrakt z włoskim ACF Trani 80. W styczniu 2087 wróciła do B 1909, w którym zakończyła karierę piłkarską w roku 1990.

### Kariera reprezentacyjna
W latach 1977–1988 broniła barw duńskiej kadry narodowej. Łącznie rozegrała 57 meczów, w których zdobyła 22 bramki.

## Sukcesy i odznaczenia

### Sukcesy klubowe
B 1909
- mistrz Danii (3): 1981, 1983, 1985

ACF Trani 80
- mistrz Włoch (1): 1985/86

### Sukcesy reprezentacyjne
Dania
- mistrz Women's Nordic Football Championship (1): 1982

### Sukcesy indywidualne
- pierwsza kobieta w Hall of Fame[3].